# Paradinia chrysogastrides
Paradinia chrysogastrides är en fjärilsart som beskrevs av Max Wilhelm Karl Draudt 1915. Paradinia chrysogastrides ingår i släktet Paradinia och familjen björnspinnare. Inga underarter finns listade i Catalogue of Life.